# 邹劲松
邹劲松（1973年9月—），男，汉族，湖北宜都人，中国共产党党员。中华人民共和国政治人物。曾任中共北京市房山区委书记。
2024年4月，调任中共中央港澳工作办公室、国务院港澳事务办公室三局局长。